# Campionat internacional d'esgrima de 1934
El Campionat internacional d'esgrima de 1934 fou la dotzena edició de la competició que en l'actualitat es coneix com a Campionat del Món d'esgrima. Es va disputar a Varsòvia.

## Resultats

### Resultats masculins
| Proves            | Or | Plata | Bronze |
| Floret individual | Giulio Gaudini | Gustavo Marzi | Giorgio Bocchino |
| Floret per equips | ItàliaGiorgio Bocchino · Manlio Di Rosa · Giulio Gaudini · Gioacchino Guaragna · Gustavo Marzi · Giuliano Nostini | FrançaRené Bougnol · André Gardère · Édouard Gardère · Michel Godin · René Lemoine                                            | AlemanyaErwin Casmir · Julius Eisenecker · August Heim · Stefan Rosenbauer                                            |
| Sabre individual  | Endre Kabos | Giulio Gaudini | László Rajcsányi |
| Sabre per equips  | HongriaJenő Erdélyi · Aladár Gerevich · György Jekelfalssy · Endre Kabos · László Rajcsányi · Imre Rajczy         | ItàliaGiulio Gaudini · Gustavo Marzi · Aldo Montano · Vincenzo Pinton · Emilio Salafia · Angelo Treves                        | PolòniaWładysław Dobrowolski · Leszek Lubicz-Nycz · Władysław Segda · Antoni Sobik · Marian Suski · Tadeusz Friedrich |
| Espasa individual | Pál Dunay | Gustaf Dyrssen | Hans Drakenberg |
| Espasa per equips | FrançaGeorges Buchard · Philippe Cattiau · Michel Godin · René Lemoine · Michel Pécheux · Jean Piot               | ItàliaGiancarlo Brusati · Giancarlo Cornaggia-Medici · Roberto Battaglia · Saverio Ragno · Giorgio Rastelli · Franco Riccardi | SuèciaHans Drakenberg · Gustaf Dyrssen · Carl Gripenstedt · Nils Hellsten · Sven Thofelt · Bertil Uggla               |

### Resultats femenins
| Proves            | Or                                                                                           | Plata                                                         | Bronze |
| Floret individual | Ilona Elek                                                                                   | Margit Elek                                                   | Hedwig Haß |
| Floret per equips | HongriaErna Bogáti · Margit Danÿ · Ilona Elek · Margit Elek · Katalin Horváth · Ilona Vargha | AlemanyaHedwig Haß · Henni Jüngst · Olga Oelkers · Leni Oslob | Regne Unit · Mary Geddes · Judy Guinness · Gwendoline Neligan · Kathleen Stanbury-Statbourg ItàliaAda Biagini · Marisa Cerani · Letizia Meneghelli · Germana Schwaiger |

## Medaller
| Posició | País       | Or | Plata | Bronze | Total |
| 1       | Hongria    | 5  | 1     | 1      | 7     |
| 2       | Itàlia     | 2  | 4     | 2      | 8     |
| 3       | França     | 1  | 1     | 0      | 2     |
| 4       | Alemanya   | 0  | 1     | 2      | 3     |
| -       | Suècia     | 0  | 1     | 2      | 3     |
| 6       | Polònia    | 0  | 0     | 1      | 1     |
| 6       | Regne Unit | 0  | 0     | 1      | 1     |
| TOTAL   | TOTAL      | 8  | 8     | 9      | 25    |